# Хелга Шютц
Хелга Шютц (на немски: Helga Schütz) е немска писателка, автор на романи, разкази и сценарии.

## Биография
Хелга Шютц е родена през 1937 г. във Фалкенхайм, Германска империя (от 1945 г. – Sokołowiec, Полша). След 1944 г. – по време на Втората световна война – израства в разрушения от бомбардировките Дрезден при своите дядо и баба. Получава основното образование, преминава обучение за градинар и работи като парков озеленител.
От 1955 до 1958 г. Шютц се подготвя в „Работническо-селския факултет“ в Потсдам, а от 1958 до 1962 г. следва драматургия в „Немския висш институт по киноизкуство“ в Потсдам-Бабелсберг и завършва с диплома. От 1962 г. работи като сценарист на свободна практика в киностудиото ДЕФА – отначало предимно за документални филми.
От 1993 г. е професор по сценаристика във „Висшия институт по кино и телевизия“ в Потсдам.
От 70-те години Хелга Шютц се изявява като автор на прозаични творби, в които с поетичен и отчужден от всекидневието език пресъздава собствените си преживявания от детството и младежките години. Като писателка е силно повлияна от сценарийната техника.
Шютц е член на немския ПЕН клуб и Академията на науките и литературата в Майнц.
През 2017 г. е обявена за почетен гражданин на град Потсдам.
През 2018 г. е отличена от Фондация ДЕФА за цялостно творчество в областта на филмовото изкуство.
Хелга Шютц живее в Потсдам-Бабелсберг.

### Проза
- Vorgeschichten oder schöne Gegend Probstein, 1971, 1972
- Das Erdbeben bei Sangerhausen und andere Geschichten, 1972
- Festbeleuchtung, 1974
- Jette in Dresden, 1977
- Julia oder Erziehung zum Chorgesang, 1980
- Martin Luther. Eine Erzählung für den Film, 1983
- In Annas Namen, 1986, 1999
- Heimat süße Heimat, 1992
- Vom Glanz der Elbe, 1995
- Grenze zum gestrigen Tag, 2000, 2002
- Dahlien im Sand, mein märkischer Garten, Berlin 2002
- Knietief im Paradies, Roman, 2005
- Sepia, Roman, 2012
- Die Kirschendiebin, Erzählung, 2017

### Сценарии
- 1964: Es liegt an uns
- 1965: Lots Weib
- 1965: Wenn du groß bist, lieber Adam
- 1969: 7 Sätze über das Lernen
- 1969: Auftrag für morgen
- 1969: Seilfahrt 69
- 1971: Stabwechsel
- 1972: Die Nuß
- 1973: Handschriften
- 1973: Zum Beispiel Malen
- 1973: Meister Maidburg in Annaberg (TV)
- 1974: Die Schlüssel
- 1975: Tage auf dem Lande
- 1976: Die Leiden des jungen Werthers
- 1978: Ursula (TV)
- 1979: P.S.
- 1979: Addio, piccola mia (Szenarium und Darstellerin)
- 1981: Vivos voco – Ich rufe die Lebenden (TV)
- 1981: „Da kommen sie und fragen“. Neun Tage aus Goethes Leben (TV)
- 1982: Fontane, Theodor – Potsdamer Straße 134c (TV)
- 1983: Martin Luther
- 1984: Schauplatz der Geschichte: Dresden (TV)
- 1984: Museen der Welt: Der Zwinger in Dresden (TV, auch Regie)
- 1985: Bettina von Arnim geb. Schober (TV)
- 1986: Schauplatz der Geschichte: Erfurt (TV, auch Regie)
- 1986: Schauplatz der Geschichte: Rostock (TV, auch Regie)
- 1988: Fallada – Letztes Kapitel
- 1991: Stein
- 1993: ABF-Memoiren

## Награди и отличия
- 1968: Heinrich-Greif-Preis 1. Klasse
- 1973: „Награда Хайнрих Ман“
- 1974: Theodor-Fontane-Preis
- 1991: Stadtschreiber-Preis der Stadt Mainz
- 1992: „Бранденбургска литературна награда“
- 1998: Dr. Manfred Jahrmarkt-Ehrengabe der Deutschen Schillerstiftung
- 2003: Calwer Hermann-Hesse-Stipendium
- 2018: „Почетен гражданин“ на град Потсдам[3]